# Osirak

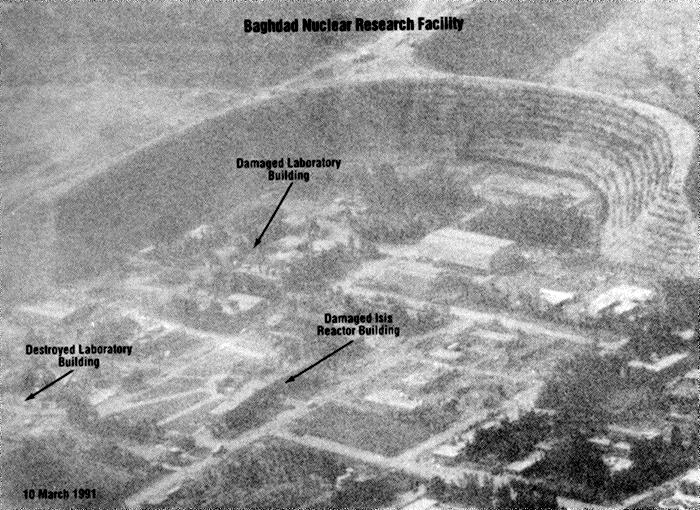
Jaderné zařízení v Tuwaitě, Bagdád, stav po leteckém úderu (fotografie z 10. března 1991.

Osirak byl 40 MW lehkovodní jaderný testovací reaktor v Iráku. Byl zkonstruován roku 1977 iráckou vládou v nukleárním výzkumném centru Tuwaita, 18 kilometrů jihovýchodně od Bagdádu. Reaktor byl poškozen při íránském leteckém útoku v roce 1980 během Irácko-íránské války a následně zničen roku 1981 překvapivým izraelským leteckým útokem v rámci operace s kódovým názvem operace Opera. Ta měla zabránit režimu Saddáma Husajna používat reaktor pro výrobu jaderných zbraní. Zařízení bylo kompletně zničeno v roce 1991 americkým letectvem během Války v Zálivu.

## Operace Osirak
Operace Osirak (persky عملیات اوسیراک‎) byla jednou z nejvýznamnějších operací íránského letectva. Během této operace došlo k hlubokému průniku íránských F-4 Phantom do iráckého vzdušného prostoru a poškození iráckého jaderného zařízení. O několik měsíců později izraelské letectvo toto zařízení vyřadilo z provozu.
Jaderný reaktor Osirak byl jedno z nejvíce chráněných a pro irácký jaderný program nejdůležitějších zařízení. Saddám Husajn sám ani neskrýval, že hodlá toto zařízení použít k výrobě jaderných zbraní a pravděpodobně i s jejich pomocí vyhrát irácko-íránskou válku. Írán a ostatní země regionu se vlastnictví jaderné zbraně Irákem velice obával, a proto poté co Francouzi reaktor v Iráku instalovali, se Írán rozhodl toto zařízení zničit.

### Průběh operace

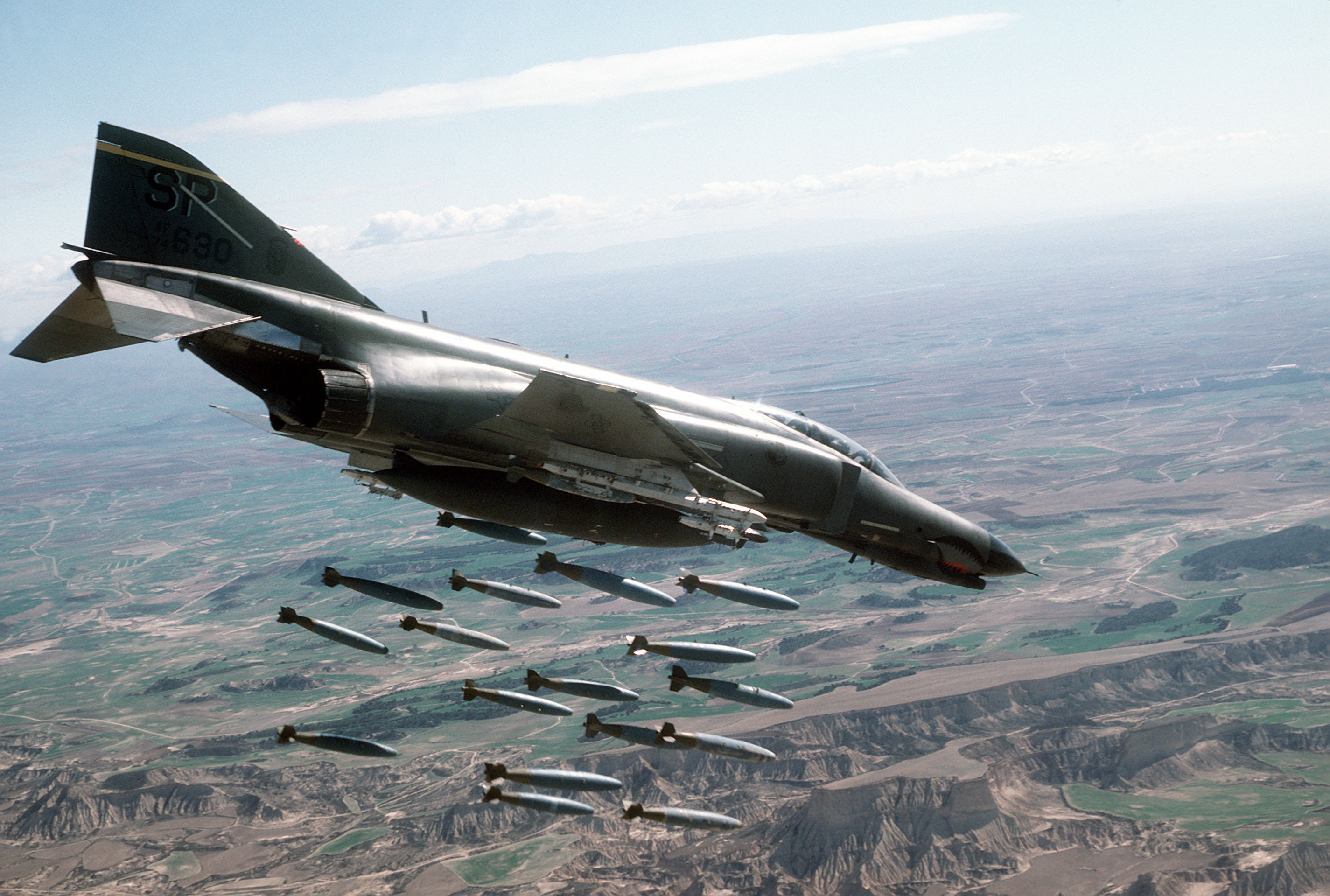
F-4 Phantom II

Reaktor Osirak jakožto jedno z nejdůležitějších zařízení byl velice dobře chráněný. Ze všech stran byly umístěny protiletadlové systémy hlavně sovětské výroby s radarovým naváděním. Největším problémem však byly raketové systémy Roland, které Francouzi přivezli pro ochranu svých inženýrů, kteří v Osiraku pracovali. Elektronické systémy ECM, které se nacházely na letounech F-4 Phantom,
nedokázaly rakety Roland účinně rušit. K úspěšnému provedení operace bylo nutné proniknout do iráckého vzdušného prostoru v malé výšce a s maximální rychlostí.
V ranních hodinách dne 30. září roku 1980 odstartovaly čtyři letouny F-4 Phantom. Ve stejnou dobu odstartoval i tankovací letoun doprovodu dvou letadel vybavených raketami Phoenix. Před vstupem do iráckého vzdušného prostoru letadla dotankovala palivo a rozdělila na dvě skupiny. První skupina vystoupala do veliké výšky, druhá skupina pokračovala v nízké výšce, aby se vyhnula iráckým radarům. Zatímco první skupina zaměstnávala nepřátelské radary, druhá skupina mezitím dorazila ke svému cíli.
Asi 4 kilometry od Osiraku letadla nabrala výšku a zasáhla cíl 12 bombami. Samotný útok trval asi 6 sekund, takže protivzdušná obrana nestačila reagovat. Mezitím první skupina dorazila nad Bagdád a vyřadila z provozu elektrárnu. Tento vzdušný útok však cíl úplně nezničil, ale pouze oddálil jeho dokončení.

## Operace Opera

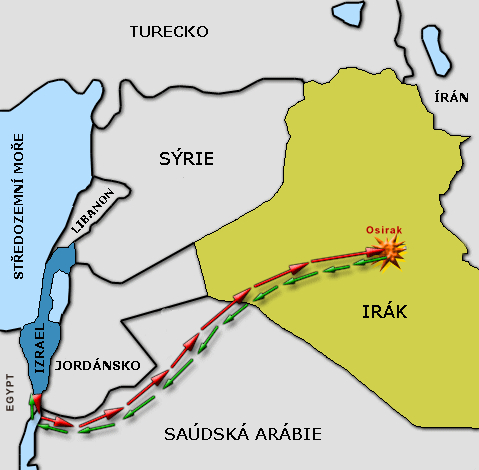
Lokalizace Osiraku

Možné dokončení reaktoru Osirak nebylo nebezpečné pouze pro Írán, ale také pro Izrael. Podle zpravodajské služby státu Izrael, pokud by došlo k nejhoršímu mohl by osiracký reaktor produkovat dostatečné množství plutonia pro výrobu pěti 20 kt náloží. Důležitým momentem bylo načasování operace. Útok musel být proveden dříve, než bude reaktor zcela dokončen, ale ne později, než bude do reaktoru zavezeno palivo, aby nedošlo k radioaktivnímu zamoření.
Útočná skupina byla tvořena osmi letadly F-16, které byly jištěny šesticí letadel F-15. Osm strojů F-16 s přídavnými nádržemi odstartovalo i se svým doprovodem z letiště Etzion poblíž jihoizraelského Ejlatu.
Překvapení při náletu bylo dokonalé. Letouny přilétající ze západu nezaznamenaly žádnou vážnou protiletadlovou palbu. F-16 zahájily útok ve dvou vlnách, každá z těchto vln byla tvořena čtveřicí letounů. Útoky trvaly asi 2 minuty. Reaktor byl zasažen několika pumami Mk 84. Laboratoře a ostatní budovy byly rovněž zasaženy.
Reaganova vláda však oznámila, že tento útok byl vážným porušením vzájemných obranných dohod, což způsobilo dočasné embargo na dodávky F-16 do Izraele.